# Lütetsburg
Lütetsburg (wschodniofryz. Lütsbörg) – miejscowość i gmina w Niemczech, w kraju związkowym Dolna Saksonia, w powiecie Aurich. wchodzi w skład gminy zbiorowej Hage.